# Rousselia impariflora
Rousselia impariflora är en nässelväxtart som beskrevs av I.A. Grudzinskaya. Rousselia impariflora ingår i släktet Rousselia och familjen nässelväxter. Inga underarter finns listade i Catalogue of Life.